# Elig-Mfomo
Pour les articles homonymes, voir Elig.
Elig-Mfomo est une commune du Cameroun située dans la région du Centre et le département de la Lekié, à 60 km de Yaoundé, sur la route qui relie Obala à Eyen-Meyong.

## Population
En 1964-1965, 1 019 habitants ont été dénombrés dans le village, principalement des Eton du clan Essele.
Lors du recensement de 2005, la commune comptait 16 161 habitants, dont 996 pour Elig-Mfomo proprement dit.

## Organisation

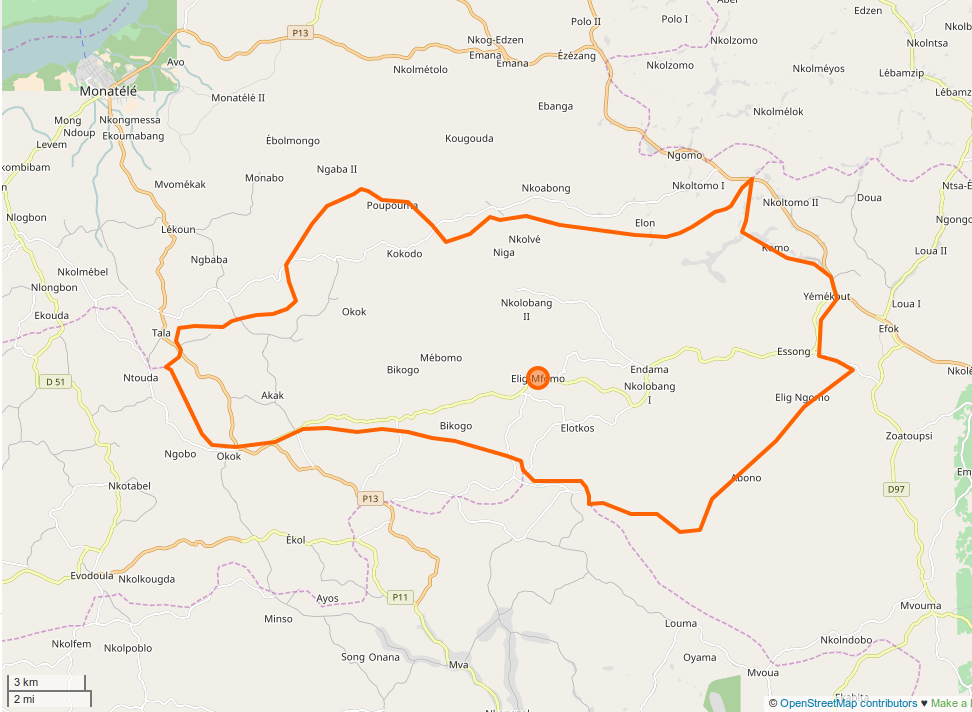

Outre Elig-Mfomo, la commune comprend les villages suivants :
- Akak
- Bikogo
- Bodo
- Elig Onana
- Elot Kos
- Endama I
- Endama II
- Enobita
- Kokodo I
- Kokodo II
- Komo-Essélé
- Lekié
- Lekoukoua
- Mbanedouma I
- Mbanedouma II
- Mebomo
- Niga
- Nkengue
- Nkol Bikok
- Nkol Mba
- Nkol Obang I
- Nkol Obang II
- Nkol Ossan
- Okok-Essélé

## Infrastructures
Elig-Mfomo dispose d'un marché mensuel, d'un poste à essence, d'un centre de santé, d'une école publique et d'une école catholique. Une mission catholique y a été créée en 1961.

## Personnalités liées à Elig-Mfomo
- Le philosophe Marcien Towa a été le maire d'Elig-Mfomo[4] de janvier 1996 à juin 2002[5].
- Le professeur Bienvenue Asse, professeur de Topographie depuis 2014, en service au Minesec.
- Abdon Atangana, mathématicien
- Tsimi Toro, musicien
- Joseph Bessala, Boxeur premier medaillé olympique du Cameroun